# Cadavrexquis
Cadavrexquis è un album della cantante pop francese Amanda Lear, pubblicato nel 1993.

## L'album
L'album contiene in parte canzoni inedite e in parte rielaborazioni di successi della cantante quali Follow me, Lili Marleen, Fashion Pack. È stato prodotto dai Buss Bumpers.

## Tracce
CD (Chène 16 042)
1. Fantasy - 3:55 (Henning Reith, Amanda Lear, C. Caba Kroll)
2. Sacrilege - 3:27 (Amanda Lear, O. Brochart, I. Mae Ram's)
3. Speak of the Devil - 3:15 (Amanda Lear, O. Brochart, I.MaeRam's, I. Mae Ram's)
4. Fashion Pack (Studio 54) (Version '93) - 4:52 (Anthony Monn, Amanda Lear)
5. Time to Change - 3:40 (Amanda Lear, O. Brochart, I.MaeRam's, I. Mae Ram's)
6. What a Boy - 3:23 (Amanda Lear, O. Brochart, I. Mae Ram's)
7. Follow Me (Version '93) - 3:50 (Anthony Monn, Amanda Lear)
8. Loving - 3:42 (Amanda Lear, D. Laloue)
9. Lili Marleen (Version '93) - 4:28 (Norbert Schultze, Hans Leip, Tommy Connor)
10. Fantasy (Long Version) - 6:18 (Henning Reith, Amanda Lear, C. Caba Kroll)